# Bioncourt
Bioncourt és un municipi francès, situat al departament del Mosel·la i a la regió del Gran Est. L'any 2007 tenia 311 habitants.

## Demografia

### Població
El 2007 la població de fet de Bioncourt era de 311 persones. Hi havia 120 famílies, de les quals 28 eren unipersonals (8 homes vivint sols i 20 dones vivint soles), 36 parelles sense fills, 52 parelles amb fills i 4 famílies monoparentals amb fills.
La població ha evolucionat segons el següent gràfic:
Habitants censats

### Habitatges
El 2007 hi havia 128 habitatges, 118 eren l'habitatge principal de la família, 5 eren segones residències i 5 estaven desocupats. 124 eren cases i 4 eren apartaments. Dels 118 habitatges principals, 105 estaven ocupats pels seus propietaris, 7 estaven llogats i ocupats pels llogaters i 6 estaven cedits a títol gratuït; 1 tenia dues cambres, 6 en tenien tres, 24 en tenien quatre i 87 en tenien cinc o més. 103 habitatges disposaven pel capbaix d'una plaça de pàrquing. A 42 habitatges hi havia un automòbil i a 67 n'hi havia dos o més.

### Piràmide de població
La piràmide de població per edats i sexe el 2009 era:
| Homes | Edats   | Dones |
| ----- | ------- | ----- |
| 0     | 95 o +  | 0     |
| 0     | 90 a 94 | 0     |
| 0     | 85 a 89 | 0     |
| 0     | 80 a 84 | 0     |
| 0     | 75 a 79 | 0     |
| 12    | 70 a 74 | 0     |
| 12    | 65 a 69 | 16    |
| 16    | 60 a 64 | 16    |
| 12    | 55 a 59 | 4     |
| 8     | 50 a 54 | 32    |
| 20    | 45 a 49 | 12    |
| 16    | 40 a 44 | 12    |
| 16    | 35 a 39 | 4     |
| 4     | 30 a 34 | 8     |
| 4     | 25 a 29 | 8     |
| 12    | 20 a 24 | 12    |
| 20    | 15 a 19 | 4     |
| 4     | 10 a 14 | 8     |
| 0     | 5 a 9   | 12    |
| 4     | 0 a 4   | 0     |

## Economia
El 2007 la població en edat de treballar era de 206 persones, 147 eren actives i 59 eren inactives. De les 147 persones actives 139 estaven ocupades (71 homes i 68 dones) i 8 estaven aturades (3 homes i 5 dones). De les 59 persones inactives 15 estaven jubilades, 26 estaven estudiant i 18 estaven classificades com a «altres inactius».

### Ingressos
El 2009 a Bioncourt hi havia 113 unitats fiscals que integraven 312,5 persones, la mediana anual d'ingressos fiscals per persona era de 19.855 €.

### Activitats econòmiques
Els 5 establiments que hi havia el 2007 eren d'empreses de construcció.
Dels 2 establiments de servei als particulars que hi havia el 2009, 1 era una fusteria i 1 lampisteria.
L'any 2000 a Bioncourt hi havia 9 explotacions agrícoles.

## Equipaments sanitaris i escolars
El 2009 hi havia una escola elemental integrada dins d'un grup escolar amb les comunes properes formant una escola dispersa.

## Poblacions més properes
El següent diagrama mostra les poblacions més properes.